# Silvacola acares
Silvacola acares — вимерлий вид комахоїдних ссавців родини Їжакові (Erinaceidae). Вид мешкав у ранньому еоцені у Північній Америці (52 млн років тому). Цей примітивний їжак був розміром із землерийку, завдовжки 5-6 см.
Будова зубів передбачає, що цей вид був всеїдним. Він живився комахами та рослинами, які шукав у лісовій підстилці. Скам'янілі рештки виду знайдені у Британській Колумбії в Канаді на місці стародавнього озера.